# アルト (漫画)
『アルト』は、こいおみなとによる日本の漫画作品。『月刊少年シリウス』（講談社）にて連載された。完結後、作者のこいおは事実上断筆。

## あらすじ
鳥のいない世界。人々は空に憧れたが、飛行機に乗ることを許されたのは若い乙女だけだった。主人公・アルトは、貴族に買われていった母の飛行機に乗るために、パブリックスクール・聖リュート校に入学する。

## 登場人物
アルト・マッキ (Alto Macchi)
主人公。一人称は「ボク」。語尾に「です」とつけることがある。母親の飛行機に乗るため、自らを14歳の少女と偽りポルトグランテにやってくる。
アンジェラ・メリディオーネ (Angela Meridione)
ポルトグランテ一帯を治めていたメリディオーネ家の令嬢。飛行機を嫌っている。かつてはサンドラという名前の姉がいたが、飛行機事故で死亡している。
マリア・ベルガマスカ (Maria Bergamasca)
アルトが最初に出会った聖リュート校の女生徒で、アンジェラに仕えるメイドでもある。アルトの性別を知りつつも、彼をサポートする。
ビアンカ・ブレダ、ジョイア・ウンブラ
聖リュート校の女生徒たちで、アルトとマリアのルームメイトでもある。彼女たちはアルトが実は男性であることは知らない。
ナスターシャ・フォッカー
セルを使った発動機の開発により巨万の富を築いた、新興財閥の令嬢。アンジェラやアルトが転入する以前から聖リュート校に通い、生徒会長を務めている。

## 用語
セル
この世界の乗り物の動力源で、ビー玉のような球形をしている。素手で触ることも可能だが、具体的な作動原理については不明。
新しいものは塩水に浸すと浮くが、古くなると塩水に浸しても沈む性質がある。
くびき
セルが機能しなくなるある一定の標高。高地に位置するポルトグランデ周辺の道路においては、くびきが近いことを示す道路標識も存在している。また、本作の世界においてセルを動力源とする自動車やバイクが存在するにもかかわらず、馬車が現役で広く使われている理由の一つとなっている。

## 単行本
シリウス掲載時とは内容が大幅に異なる。全2巻
1. 2007年10月23日発売[3]、ISBN 978-4-06-373092-0
2. 2008年8月22日発売[3]、ISBN 978-4-06-373131-6